# Peter von Sebaste
Peter von Sebaste (* um 340; † 391) war der jüngste Bruder von Makrina der Jüngeren, Basilius von Caesarea und Gregor von Nyssa. Er wird als Heiliger verehrt.
Sein Vater starb kurz nach oder schon vor seiner Geburt und er wurde von seiner ältesten Schwester Makrina erzogen. Als junger Mann lebte er in einer asketischen Gemeinschaft in Pontus, nahe der Gemeinschaft, in der seine Mutter und Schwester lebten.
Nachdem sein Bruder Basilius Bischof von Caesarea geworden war, weihte er Peter zum Priester. Peter lebte als Einsiedler, bis er 380 Nachfolger des Bischofs Eustatius von Sebaste wurde und sich dort, wie seine Brüder Basilius und Gregor, im Kampf gegen den Arianismus engagierte. Er war dabei jedoch im Gegensatz zu seinen Brüdern kaum literarisch tätig.
Er hat das Hexaemeron von Basilius vervollständigt und hat einen einleitenden Brief zu Gregors Abhandlung gegen Eunomius geschrieben.
Peter von Sebaste gehörte wie Gregor von Nyssa zu den Teilnehmern des ersten Konzils von Konstantinopel.